# Belontia hasselti
Belontia hasselti är en fiskart som först beskrevs av Cuvier, 1831.  Belontia hasselti ingår i släktet Belontia och familjen Osphronemidae. Inga underarter finns listade.

## Bildgalleri

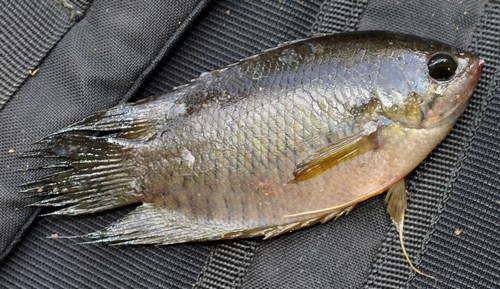
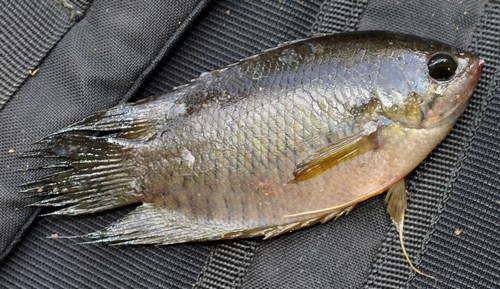